# Röd blommossa
Röd blommossa (Schistidium papillosum) är en bladmossart som beskrevs av Culm.. Röd blommossa ingår i släktet blommossor, och familjen Grimmiaceae. Arten är reproducerande i Sverige.